# إنقذ ما تستطيع، الحياة (فلم)
إنقذ ما تستطيع، الحياة هو فيلم فرنسي - نمساوي - ألماني - سويسري من إخراج جان-لوك غودار، الذي صدر في 1980 .

## ملخص
تواجه مخاوف وتطلعات الرجال والنساء مجتمعًا يطحنهم. تم تنظيم هذا الفيلم باعتباره نتيجة موسيقية تتكون من أربع حركات: 
- متخيل بعد استراحة مع بول، يذهب دينيس إلى الريف.
- الخوف: بول يخشى الوحدة.
- التجارة: إيزابيل تعلم أختها وظيفة عاهرة.
- الموسيقى: عكس بولس سيارة، يموت أمام أعين ابنته وزوجته السابقة، الذين يتحولون بسرعة بعيدا عنه والابتعاد.

## بطاقة تقنية
- لقب: من يستطيع أن ينقذ (الحياة)
- تحقيق: جان لوك جودار
- السيناريو والحوارات: آن ماري ميفيل، جان كلود كاريير
- الصور: ريناتو بيرتا، وليم لوبتانسكي
- الموسيقى: غابرييل يارد
- متزايد: آن ماري ميفيل
- منتج: آلان ساردي، جان لوك جودارد
- شركة إنتاج: Sara Films / MK2 / Saga Production / Sonimage
- نوع: فيلم درامي
- مدة: 87 دقيقة

## توزيع
- إيزابيل هوبرت: إيزابيل ريفيير
- جاك دوترونك: بول غودار
- ناتالي باي: دنيس رامبو
- رولاند امستوتز: العميل الثاني
- فريد شخص: السيد شخص، العميل الآخر
- آنا بالداشيني: أخت إيزابيل
- دوري روزا: المصعد
- مونيك برشا: المغني
- سيسيل تانر: ابنة بولس
- ميشيل كاساني: بياجيه
- بول موريت: الزوجة السابقة لبولس
- كاثرين فرايبورغهاوس: الفتاة القوية
- كلود بطل: المجهول
- جيرار بطاز: السائق
- أنجيلو نابولي: خطيبة إيطالية
- سيرج ميلارد: المدرب
- ماري لوس فيلبير: المجهول
- غي لافورو: السكرتير
- ميشيل جليزر: صديقه
- موريس بوفات: زبون
- نيكول جاكيه
- روجر جندلي
- برنارد كازاس
- اريك ديفوسيس
- نيكول ويت
- ايرين فلورشيم
- سيرج ديسارنو
- جيروجيانا إيتون
- هيلين هزيرا: هيلين، صديقة إيزابيل وزميلتها في الغرفة
- مارغريت دوراس: صوت (لا يضاف إلى الاعتمادات)

## روابط خارجية
- مقالات تستعمل روابط فنية بلا صلة مع ويكي بيانات